# Gabriel Laviron
Pour les articles homonymes, voir Laviron (homonymie).
Gabriel-Joseph-Hippolyte Laviron, né à Besançon le 22 juillet 1806 et mort à Rome le 25 juin 1849, est un artiste peintre, lithographe, critique d'art et révolutionnaire français.

## Biographie
Gabriel-Joseph-Hippolyte est le fils d'Hippolyte-Bon Laviron, avocat à Besançon, et de Marguerite Jannin. Il est le frère de l'abbé Aristide Laviron, chanoine honoraire de Bordeaux et aumônier du collège Chaptal et de Paul-Émile Laviron, avocat, homme de lettres et militant fouriériste.
Comme son ami Jean Gigoux, Gabriel Laviron commence à étudier la peinture à l'Académie de Besançon, où il a pour maître Charles-Antoine Flajoulot, avant de suivre, dès 1828, les cours de l'École des beaux-arts de Paris. En 1829, les deux jeunes artistes visitent la Normandie.

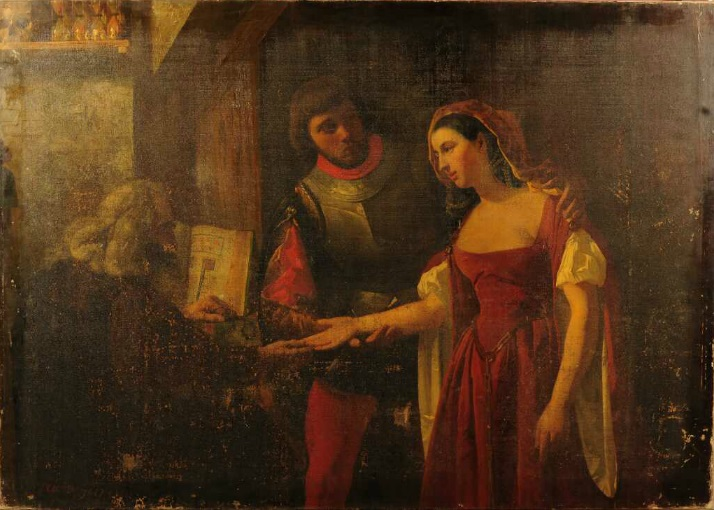
Jean Gigoux, L'Horoscope, 1834.

Laviron expose pour la première fois l'un de ses tableaux au Salon de 1834, où est présenté son propre portrait peint par son ami Gigoux. Ce dernier y expose également L'Horoscope (ou La Bonne aventure), une toile où Laviron prête ses traits au personnage central, un soldat guidant une jeune femme vers un chiromancien. Au Salon de l'année précédente, le sculpteur Préault a présenté un buste en plâtre de Laviron.
Laviron est cependant moins connu comme peintre qu'en tant que critique. Outre des ouvrages consacrés aux Salons, il écrit dans L'Artiste et La Liberté. Vétéran de la bataille d'Hernani, Laviron se lie d'amitié à des écrivains et notamment à Gérard de Nerval, pour lequel il dessine le plan d'une petite villa pompéienne.
Menant une vie de bohème, il est incarcéré pour dettes pendant un ou deux mois à la prison de la rue de Clichy en 1838. En prison, il reçoit la visite et le soutien du critique Jules Janin.
Dans les années 1842-1848, il habite rue Hautefeuille, où il fréquente la brasserie Andler. Il y retrouve le cénacle de la « Bohême réaliste » qui se réunissait auparavant au café Momus et dans lequel il a été introduit par son ami et compatriote franc-comtois Gustave Courbet.

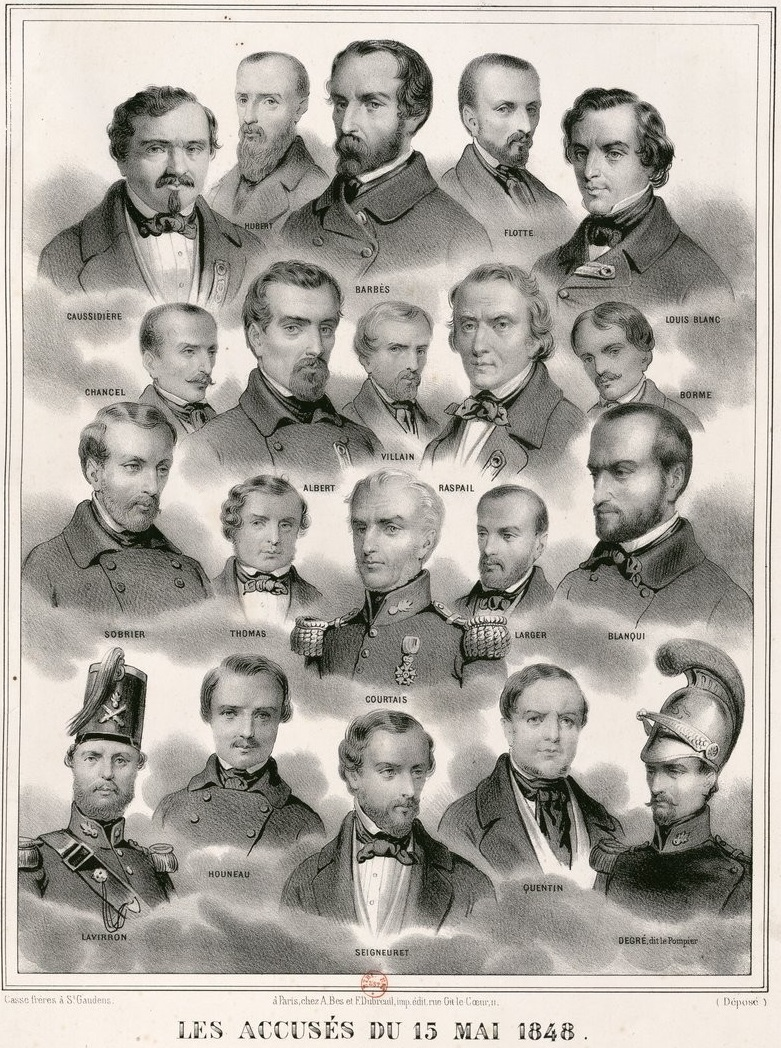
Lithographie représentant les accusés du 15 mai 1848. Laviron est en bas, à gauche, en uniforme de garde national.

A l'instar de ce dernier, Laviron a des convictions politiques républicaines très avancées voire socialistes. Celles-ci s'expriment pleinement à l'occasion de la Révolution française de 1848. Gabriel Laviron ne doit cependant pas être confondu - comme l'a fait Alphonse Lucas - avec son frère Paul-Émile Laviron, qui préside alors le club des hommes de lettres. Gabriel Laviron appartient quant à lui à la Société des Droits de l'Homme aux côtés de Barbès et Huber.
Également capitaine d'artillerie de la garde nationale, il est revêtu de l'uniforme de ce corps et armé d'un sabre lorsqu'il prend part aux événements révolutionnaires du 15 mai 1848. Faisant partie de la foule qui envahit l'Assemblée nationale sous la direction d'Albert, il se place à côté du bureau du président, Philippe Buchez, et aurait intimidé ce dernier pour le dissuader de faire évacuer la salle avant la proclamation d'un nouveau gouvernement révolutionnaire. Il se rend ensuite à la préfecture de police pour rendre compte des événements à Caussidière. Ces faits valent à Laviron d'être accusé, aux côtés d'autres meneurs révolutionnaires, d'avoir commis un attentat contre le gouvernement. En fuite, c'est par contumace qu'il est condamné à la déportation par la Haute Cour de justice de Bourges le 3 avril 1849.
Réfugié à Genève puis à Rome, il y rejoint les rangs des garibaldiens qui défendent la jeune République romaine, assiégée par les troupes françaises commandées par le général Oudinot. Le 25 ou le 26 juin 1849, lors d'un assaut français sur le bastion situé entre les portes Saint-Pancrace et Portese, Laviron est posté sur les remparts, où il tombe sous les balles des chasseurs de Vincennes.

## Œuvres

### Tableaux

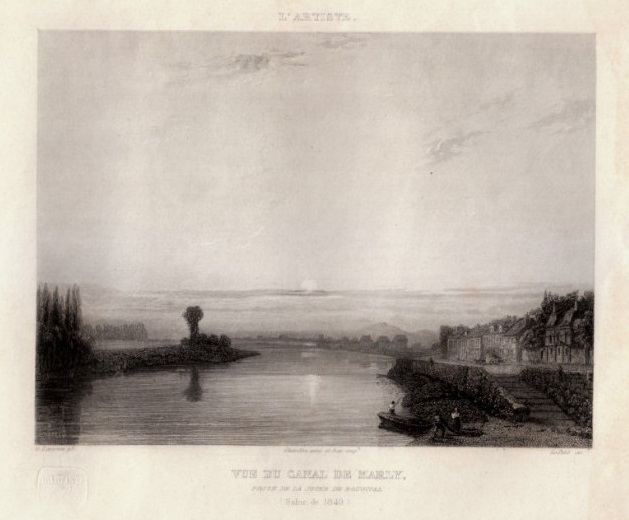
Lithographie d'après la Vue du canal de Marly (1840).

- Portrait de Mlle Elisa J. (Salon de 1834).
- Vue du canal de Marly, prise de la jetée de Bougival, soleil levant (Salon de 1840).
- Jésus chez Marthe et Marie (Salon de 1845 ; commande du gouvernement pour l'église Saint-Pierre de Meyrueis)[21].
- Tobie et l'ange se mettant en voyage, église Saint-Nicolas-des-Champs, de Paris.
- Saint Vincent de Paul (Salon de 1848 ; pour la salle d'asile d'Aigre), non localisé depuis 1850[22].

### Publications
- (Avec Bruno Galbaccio) Le Salon de 1833, Paris, Ledoux, 1833, 12 pl.
- Le Salon de 1834, Paris, Janet, 1834.
- Le Salon de 1841, Paris, Levasseur, [1841].
- De l'architecture contemporaine et de la convenance de l'application du style gothique aux constructions religieuses du XIXe siècle, Paris, Amyot, 1846 (extrait de La Revue nouvelle, 1er octobre 1846).
- De l'avenir de l'architecture, coup d'œil sur l'histoire générale des beaux-arts, Paris, Amyot, 1847, 40 p.
- Adresse de tous les citoyens français résidant à Rome aux soldats de l'armée de Civitavecchia, Rome, 1849.